# Virtua Fighter 4
Virtua Fighter 4 (яп. バーチャファイター 4 Ба:тя Файта: Фо:) — четвёртая игра серии Virtua Fighter, выпущенная для аркадного автомата в 2001 году. Разработана компанией Sega AM2 и выпущена Sega. В 2002 году игра была портирована на консоль PlayStation 2.
В 2003 году на аркадный автомат и PlayStation 2 было выпущено обновление под названием Virtua Fighter 4: Evolution (яп. バーチャファイター４ エボリューション Ба:тя Файта: Фо: Эборю:сён), позже выпущенное в сервисе PlayStation Network. Через год только для Японии и для аркадных автоматов было выпущено последнее обновление игры Virtua Fighter 4: Final Tuned (яп. バーチャファイター4 ファイナルチューンド Ба:тя Файта: Фо: Файнару Тю:ндо).

## Геймплей
Система боя в Virtua Fighter 4 идентична другим играм серии. Игрок управляет одним из бойцов, каждый из которых владеет разными боевыми приемам и разными техниками ведения рукопашного боя.

### Режимы
- Аркада (англ. Arcade) — игра идентична версии игры для аркадного автомата. Игрок может выбрать любого персонажа и арену.
- Тренировка (англ. Training) — обучение игрока особенностям игры. Делится на несколько частей: Командная тренировка (англ. Command Training), Свободное обучение (англ. Free Training) и Пробный режим (англ. Trial Mode).
- Кумитэ (англ. Kumite) — режим «Квест» в оригинальной игре. После прохождения режима «Аркада» и «Кумитэ» открывается персонаж Дюраль.
- Квест (англ. Quest) — игрок может участвовать в различных чемпионатах, чтобы зарабывать виртуальные деньги и на них можно приобрести различные заставки, обои, костюмы для персонажей, цвет волос и даже глаз. Один из турниров называется «Соник» (англ. Sonic), где арена окружена кольцами и статуей талисмана Sega ежа Соника. Одной из главной особенностью режима стал искусственный интеллект. Для его создания Sega пригласила опытных игроков и запрограммировала приёмы в игру. Доступен в Virtua Fighter 4: Evolution и заменил режим «Кумитэ».

### Изменения
Геймплей Virtua Fighter 4 стал гораздо более удобным, чем у предшествующих игр серии, но разработчики старались расширить старые идеи и добавить новые. Была обновлена система уклонения, кнопка, отвечающая за уклонение была убрана, само оно было разделено на два типа: удачные и неудачные. Если уклонение не было выполнено за определённое временя, то персонаж становится уязвимым. Был расширен метод уклонение + побег, который появился в Virtua Fighter 3. Появился новый тип атаки «Сабаки» (англ. Sabaki).

### Персонажи
- Акира Юки (яп. 結城 晶 Ю:ки Акира, англ. Akira Yuki)
- Пай Чан (яп. パイ・チェン, англ. Pai Chan)
- Лау Чан (яп. ラウ・チェン, англ. Lau Chan)
- Вольф Хокфилд (яп. ウルフ・ホークフィールド, англ. Wolf Hawkfield)
- Джеффри МакУайлд (яп. ジェフリー・マクワイルド, англ. Jeffry McWild)
- Каге-Мару (яп. 影丸 Кагэмару, англ. Kage-Maru)
- Сара Брайант (яп. サラ・ブライアント, англ. Sarah Bryant)
- Джеки Брайант (яп. ジャッキー・ブライアント, англ. Jacky Bryant)
- Шунь Ди (яп. 舜帝（シュン・ディ）, англ. Shun Di)
- Лион Рафаэль (яп. リオン・ラファール, англ. Lion Rafale)
- Дюраль (яп. デュラル, англ. Dural)
- Аои Умэнокодзи (яп. 梅小路 葵 Умэноко:дзи Аои, англ. Aoi Umenokouji)
- Така-Араси (яп. 鷹嵐, англ. Taka-Arashi)

В игре появились новые персонажи:
- Лей-Фей (яп. 雷飛（レイ・フェイ）, англ. Lei-Fei)
- Ванесса Льюис (яп. ベネッサ・ルイス, англ. Vannesa Lewis)
- Брэд Бёрнс (яп. ブラッド・バーンズ, англ. Brad Burns)
- Го Хиногами (яп. 日守 剛, англ. Goh Hinogami)

## Версии игры

### Virtua Fighter 4: Evolution
В 2002 году на аркадные автоматы и в 2003 году для консоли PlayStation 2 была выпущена обновлённая версия игры под названием Virtua Fighter 4: Evolution (яп. バーチャファイター４ エボリューション Ба:тя Файта: Фо: Эборю:сён). В данной версии была добавлена функция сглаживания картинки, появились новые персонажи: Брэд Бёрнс и Го Хиногами. В связи с появлением новых персонажей для Ванессы Льюис был изменён стиль боя — вместо муай тай она владеет техникой вале-тудо.
Кроме того, в обновлении режим «Кумитэ» был заменён на «Квест».
Североамериканская и японская версии игры для PlayStation 2 продавалась с первой игрой серии под названием Virtua Fighter 10th Anniversary, тем самым отметив 10-й юбилей выхода Virtua Fighter.

### Virtua Fighter 4: Final Tuned
В 2002 году в Японии на аркадные автоматы было выпущено последнее обновление игры под названием Virtua Fighter 4: Final Tuned (яп. バーチャファイター4 ファイナルチューンド Ба:тя Файта: Фо: Файнару Тю:ндо). В игре были исправлены глюки и добавлены новые арены.

## Саундтрек

### Virtua Fighter 4 Sound Tracks
Альбом Virtua Fighter 4 Sound Tracks (яп. バーチャファイター4 オリジナルサウンドトラック Ба:тя Файта: Фо: Саундоторакку) был выпущен 6 февраля 2002 года лейблом AM2 MIX. Музыка была написана Сатио Огавой и Хидэаки Миямотой. В альбом вошло 20 треков.
| №                   | Название                    | Музыка              | Длительность |
| ------------------- | --------------------------- | ------------------- | ------------ |
| 1.                  | «Ignite Your Heart»         | Сатио Огава         | 1:57         |
| 2.                  | «Stand»                     | Сатио Огава         | 2:15         |
| 3.                  | «Watch Out»                 | Сатио Огава         | 2:48         |
| 4.                  | «Blue Impact»               | Хидэаки Миямото     | 3:42         |
| 5.                  | «The Fort»                  | Сатио Огава         | 3:50         |
| 6.                  | «Dojo ~A Ring of Strategy~» | Хидэаки Миямото     | 3:26         |
| 7.                  | «The Great Wall»            | Хидэаки Миямото     | 2:33         |
| 8.                  | «Defile a Sanctity»         | Сатио Огава         | 3:21         |
| 9.                  | «Terminus»                  | Сатио Огава         | 2:55         |
| 10.                 | «A Star of Sand»            | Сатио Огава         | 3:40         |
| 11.                 | «Behind the Mind»           | Сатио Огава         | 3:20         |
| 12.                 | «A Turning of Leaf»         | Сатио Огава         | 1:48         |
| 13.                 | «Cutting Edge»              | Сатио Огава         | 3:26         |
| 14.                 | «Nightmare»                 | Сатио Огава         | 3:47         |
| 15.                 | «The Last Survivor»         | Сатио Огава         | 3:02         |
| 16.                 | «Metal Dream»               | Сатио Огава         | 3:23         |
| 17.                 | «Melting Pot»               | Сатио Огава         | 3:58         |
| 18.                 | «Nite Crawler»              | Сатио Огава         | 1:44         |
| 19.                 | «Ray of Light (b.track)»    | Сатио Огава         | 3:05         |
| 20.                 | «Buzz (b.track)»            | Сатио Огава         | 1:51         |
| Общая длительность: | Общая длительность:         | Общая длительность: | 59:51        |

### Virtua Fighter 4 Official Soundtrack
Второй музыкальный альбом игры под названием Virtua Fighter 4 Official Soundtrack (яп. バーチャファイター4オフィシャルサウンドトラック Ба:тя Файта: Фо: Офисяру Саундоторакку) был выпущен 2 апреля 2002 года лейблом Tokyopop Soundtrax. Данный альбом отличается от Virtua Fighter 4 Sound Tracks лишь выпуском другого лейбла и незначительными различиями в длительности треков.
| №                   | Название                    | Музыка              | Длительность |
| ------------------- | --------------------------- | ------------------- | ------------ |
| 1.                  | «Ignite Your Heart»         | Сатио Огава         | 1:56         |
| 2.                  | «Stand»                     | Сатио Огава         | 2:15         |
| 3.                  | «Watch Out»                 | Сатио Огава         | 2:48         |
| 4.                  | «Blue Impact»               | Хидэаки Миямото     | 3:41         |
| 5.                  | «The Fort»                  | Сатио Огава         | 3:50         |
| 6.                  | «Dojo ~A Ring of Strategy~» | Хидэаки Миямото     | 3:26         |
| 7.                  | «The Great Wall»            | Хидэаки Миямото     | 2:33         |
| 8.                  | «Defile a Sanctity»         | Сатио Огава         | 3:21         |
| 9.                  | «Terminus»                  | Сатио Огава         | 2:54         |
| 10.                 | «A Star of Sand»            | Сатио Огава         | 3:40         |
| 11.                 | «Behind the Mind»           | Сатио Огава         | 3:19         |
| 12.                 | «A Turning of Leaf»         | Сатио Огава         | 1:47         |
| 13.                 | «Cutting Edge»              | Сатио Огава         | 3:25         |
| 14.                 | «Nightmare»                 | Сатио Огава         | 3:46         |
| 15.                 | «The Last Survivor»         | Сатио Огава         | 3:02         |
| 16.                 | «Metal Dream»               | Сатио Огава         | 3:23         |
| 17.                 | «Melting Pot»               | Сатио Огава         | 3:58         |
| 18.                 | «Nite Crawler»              | Сатио Огава         | 1:43         |
| 19.                 | «Ray of Light (b.track)»    | Сатио Огава         | 3:04         |
| 20.                 | «Buzz (b.track)»            | Сатио Огава         | 1:51         |
| Общая длительность: | Общая длительность:         | Общая длительность: | 59:42        |

### Virtua Fighter 4 Evolution Original Sound Tracks
Третий и последний альбом игры Virtua Fighter 4 Evolution Original Sound Tracks (яп. バーチャファイター4 エボリューション オリジナルサウンドトラック Ба:тя Файта: Фо: Эборю:сён Оридзинару Саундоторакку) был выпущен 4 сентября 2002 года лейблом AM2 MIX. Музыка была написана такими композиторами, как Фумио Ито, Хидэаки Миямото, Кэйсукэ Цукахара и Сатио Огава. Альбом содержит 23 композиции.
| №                   | Название                                 | Музыка              | Длительность |
| ------------------- | ---------------------------------------- | ------------------- | ------------ |
| 1.                  | «Evolve»                                 | Фумио Ито           | 1:14         |
| 2.                  | «A Philanthropist»                       | Фумио Ито           | 2:20         |
| 3.                  | «Push Your Luck»                         | Фумио Ито           | 2:49         |
| 4.                  | «Confusion»                              | Фумио Ито           | 2:20         |
| 5.                  | «Rain»                                   | Хидэаки Миямото     | 2:19         |
| 6.                  | «Without Hesitation»                     | Фумио Ито           | 2:21         |
| 7.                  | «It’s Mine, Mine, Mine!»                 | Фумио Ито           | 2:34         |
| 8.                  | «Hate a Person Like Poison»              | Сатио Огава         | 1:33         |
| 9.                  | «A Nursery Rhyme»                        | Фумио Ито           | 2:07         |
| 10.                 | «Disintegration»                         | Кэйсукэ Цукахара    | 1:20         |
| 11.                 | «Arise»                                  | Фумио Ито           | 2:37         |
| 12.                 | «Ever Changing»                          | Фумио Ито           | 2:24         |
| 13.                 | «Clairvoyant»                            | Ясухиро Такаги      | 2:06         |
| 14.                 | «Princess in the Pandemonium»            | Фумио Ито           | 2:19         |
| 15.                 | «Act with Reason»                        | Фумио Ито           | 2:03         |
| 16.                 | «Real Image»                             | Кэйсукэ Цукахара    | 1:25         |
| 17.                 | «Unreasonableness»                       | Фумио Ито           | 2:14         |
| 18.                 | «New Challenger ~ etc.»                  | Сатио Огава         | 1:44         |
| 19.                 | «Flowers to Dead Spirits»                | Фумио Ито           | 2:15         |
| 20.                 | «Concentration»                          | Фумио Ито           | 2:51         |
| 21.                 | «Wail»                                   | Фумио Ито           | 1:35         |
| 22.                 | «It’s Mine, Mine, Mine, Mine! (b.track)» | Фумио Ито           | 4:03         |
| 23.                 | «Push Your Luck (b.track)»               | Фумио Ито           | 5:34         |
| Общая длительность: | Общая длительность:                      | Общая длительность: | 54:07        |

## Оценки и мнения
| Сводный рейтинг       | Сводный рейтинг |
| Агрегатор             | Оценка          |
| --------------------- | --------------- |
| GameRankings          | 91,33 %         |
| MobyRank              | 90/100          |
| Иноязычные издания    |                 |
| Издание               | Оценка          |
| AllGame               | ·               |
| CVG                   | 8,0/10 9,0/10   |
| EGM                   | 9,83/10         |
| Game Informer         | 9,75/10         |
| GamePro               | 4/5             |
| GameRevolution        | A-              |
| GameSpot              | 9,3/10          |
| GameSpy               | 95/100          |
| IGN                   | 9,3/10          |
| OPM                   | 5/5             |
| Play (UK)             | 4/5             |
| The Video Game Critic | A               |
| Русскоязычные издания |                 |
| Издание               | Оценка          |
| «Страна игр»          | 8,7/10 8,5/10   |

| Сводный рейтинг       | Сводный рейтинг |
| Агрегатор             | Оценка          |
| --------------------- | --------------- |
| GameRankings          | 91,59 %         |
| MobyRank              | 92/100          |
| Иноязычные издания    |                 |
| Издание               | Оценка          |
| 1UP.com               | A+              |
| AllGame               | [ 19 ]          |
| Edge                  | 7/10            |
| EGM                   | 9,5/10          |
| Eurogamer             | 8/10            |
| Game Informer         | 9/10            |
| GamePro               | 5/5             |
| GameRevolution        | A-              |
| GameSpot              | 9,2/10          |
| GameSpy               | 97/100          |
| GameZone              | 9,6/10          |
| IGN                   | 9,5/10          |
| OPM                   | 5/5             |
| PALGN                 | 9,5/10          |
| The Adrenaline Vault  | [ 30 ]          |
| WorthPlaying          | 9,0/10          |
| The Video Game Critic | A               |

Игра получила высокие оценки от критиков. Сайт The Video Game Critic поставил игре ранг A; в итоге своего обзора критик отметил, что Virtua Fighter 4 установила высокую планку в играх в жанре файтинг. Такую же оценку сайт поставил дополнению Virtua Fighter 4: Evolution.
В обзоре Virtua Fighter 4: Evolution от сайта 1UP.com игра была названа «Королём бойцов».
GameSpy не советуют играть в Virtua Fighter 4 тем игрокам, кто не обучился сложностям режима «Кумитэ». Обновлённую версию игры сайт оценил выше, чем оригинальную версию (97 баллов против 95). В своём обзоре он хвалит игру за техническое мастерство, которое даёт ей преимущество перед Soulcalibur II.
IGN оценил оригинальную версию игры для PlayStation 2 в 93 балла, посоветовав игрокам сыграть в Virtua Fighter 4 на консоли или на аркадном автомате.
От сайта GamePro Virtua Fighter 4: Evolution получила максимальную оценку, в отличие от оригинальной версии (5 баллов из 5 против 4), объясняя это тем, что в обновлении улучшена графика и обучение, добавлены новые персонажи и появились сотни различных предметов.
Российский журнал «Страна игр» оценила Virtua Fighter 4 в 8,5 баллов из 10 возможных.